# 오노 철환
오노 철환(일본어: 大野哲煥, 1993년 10월 25일~)은 대한민국의 남자 축구 선수로, 포지션은 골기퍼이다. 현재 FC 기후 소속으로 뛰고 있다.

## 구단 경력
제프 유나이티드 지바에 합루한 후 2018년까지 프로 경기를 한 번도 치르지 못하며 3순위 골키퍼 있은 후, 2019년에 레노파 야마구치 FC를 상대로 데뷔하며 여러 경기를 연속으로 치렀다.